# Palermo
Palermo (sicilijanski: Palermu, grčki: Πάνορμος, Panormos, latinski: Panormus, arapski: بَلَرْم‎, Balarm, fenički: זִיז, Ziz) je glavni grad talijanske istoimene pokrajine i autonomne regije Sicilije, osnovali su ga Feničani, a tijekom svoje duge i burne povijesti uvijek je bio središte političkog i kulturnog života otoka. Palermo je grad suprotnosti: ima sve mane velikoga grada (po veličini 5. talijanski grad poslije Rima, Milana, Napulja i Torina), tj. prometne gužve, onečišćeni zrak, prenapučenost, a istodobno u njemu buja i bogat kulturni život; povijesna jezgra obiluje umjetničkim djelima koja svjedoče o slavnoj prošlosti, ali postoje i bijedne gradske četvrti u kojima caruje kriminal; takve su prilike u kojima još uvijek žive Sicilija i južna Italija, usprkos nastojanjima da se problemi riješe.
Stara jezgra Palerma iz vremena Arapa i Normana je danas na UNESCO-ovom popisu svjetske baštine. 

## Povijest
Područje današnjeg Palerma naseljeno je još od mezolitika, prije oko 8.000 godina. Grad je u antičko vrijeme bio naseljen plemenom Sikanima, koji su navodno pristigli iz Katalonije.
Grad su 734. pr. Kr. osnovali Feničani kao Ziz ('cvijet'). Palermo je potom postao posjed Kartage, prije nego što je postao dio Rimske Republike, Rimskog Carstva i na kraju dio Bizantskog Carstva, kojemu je pripadao nešto više od tisuću godina. Grci su ga nazvali Panormus znači „potpuna luka”. Početkom srednjeg vijeka Palermo mijenja više gospodara (Vandali, Ostrogoti, Goti). Od 831. do 1072. bio je pod arapskom vlašću tijekom Sicilijskijskog Emirata kada je postao glavnim gradom. Arapi nepravilno prevode grčko ime u Balarm, što je korijen njegova današnjeg imena. U doba arapske vladavine Palermo postaje vodeće mjesto na otoku i naglo napreduje. Nakon normanskog osvajanja Sicilije, Palermo je postao glavni grad novog kraljevstva (1130. – 1816.), Kraljevine Sicilije. U ovo vrijeme grad ponovo postaje kršćansko središte i gradi se mnogo crkava i gradskih palača. Palermo ostaje glavnim gradom kada se Sicilija ujedinila s Kraljevinom Napulj u Kraljevstvo dviju Sicilija do talijanskog ujedinjenja 1860. god. Poslije ujedinjenja države Palermo postaje središte Sicilije i napreduje. Međutim, višestoljetni jaz Juga i Sjevera ni danas nije premošten, pa su stanovnici Palerma i dalje osjetno siromašniji od stanovnika većih gradova na sjeveru Italije.

## Znamenitosti
Cijeli stari dio grada Palerma je turistička znamenitost, posebno kada se uzme u obzir da je sačuvao odlike mnogih utjecaja nekadašnjih gradskih osvajača i stanovnika (Grci, Rimljani, Bizantinci, Arapi, Normani, Španjolci). Od 2015. god. stara jezgra grada iz vremena ranih Normana je upisana na UNESCO-ov popis mjesta svjetske baštine u Europi (zajedno s katedralnim crkvama u Cefalú i Monrealeu), posebice građevine iz 12. st.: Katedrala u Palermu, Dvorac Zisa, Admiralski most, Crkve San Giovanni degli Eremiti, Santa Maria dell’Ammiraglio i San Cataldo. Devet ovih građevina, dvije palače, tri crkve, katedrala i most, su primjer društveno-kulturnog sinkretizma između zapadnjačke, islamske i bizantske kulture na otoku koji je dao povoda za nove koncepte prostora, gradnje i ukrašavanja. Oni također svjedoče o plodnom suživotu ljudi različitih podrijetla i religija (muslimani, Bizantinci, Latii, Židovi, Langobardi i Francuzi).
Najvažnije znamenitosti su:
- Gradska katedrala
- Samostan i crkva San Giovanni degli Eremiti
- Crkva sv. Katalda
- Normanska palača (slika desno)
- Katakombe Kapucina

## Stanovništvo
Prema procjeni iz 2010. god. u gradu je živjelo 655.875 stanovnika, s tim da je s okolicom (tzv. "Veliki Palermo") imao oko 1,2 milijuna stanovnika.
God. 2008. Palermo je imao nešto preko 650.000 stanovnika, što je dvostruko više nego na početku 20. stoljeća, ali gotovo isto kao 1970. godine. Stagnacija prirasta stanovništva tijekom prošlih decenija uzrokovana je stalnom selidbom stanovništva (mahom mlađih obitelji) u mirnija predgrađa s višom kvalitetom života, ali i stalnom selidbom u sjeverne, razvijenije dijelove Italije. I pored toga gradsko stanovništvo je mlađe i s višim prirodnim priraštajem od ostatka države.
Grad danas ima gotovo beznačajan udio imigrantskog stanovništva iz cijelog svijeta - svega 2%.

## Gospodarstvo
Palermo je oduvijek bio grad povezan s morem, pa se gradsko gospodarstvo kao i nekad i danas oslanja na lučne djelatnosti, pomorstvo i brodogradnju. Pored toga, danas je Palermo i veliko upravno, kulturno i obrazovno središte, a u blizini grada postoje brojna turistička odredišta vezana za turizam na Sredozemlju.
Veliki problem grada je razvijen kriminal i djelovanje poznate sicilijanske mafije. Zbog toga je Palermo privredno mnogo slabiji od mnogih manjih gradova na sjeveru Italije.

## Gradovi prijatelji
| - Bizerte, Tunis - Bukavu, Demokratska Republika Kongo - Chengdu, Kina - Gdanjsk, Poljska - Hanoi, Vijetnam - Jaroslavlj, Rusija - Kan Junis, Palestina - Miami, SAD - Monterey, SAD - Ottawa, Kanada | - Palermo, Kolumbija - Pistoia, Italija - Rijeka, Hrvatska - Samara, Rusija - Santiago de Cuba, Kuba - Sestu, Italija - Tbilisi, Gruzija - Temišvar, Rumunjska - Vilnius, Litva - Zagreb, Hrvatska |

## Vanjske poveznice
- Službene stranice grada  Arhivirana inačica izvorne stranice od 26. veljače 2011. (Wayback Machine) (tal.)
- Palermo Tourist Board (engl.)
- Palermo Coupon  Arhivirana inačica izvorne stranice od 2. studenoga 2014. (Wayback Machine)